# BARTEC Sicherheits-Schaltanlagen GmbH
BARTEC Sicherheits-Schaltanlagen GmbH — один з підрозділів німецького підприємства BARTEC Group, у формі ТЗОВ, що перейняв з 1 жовтня 1998 року від фірми «AEG», a через рік — 1 жовтня 1999 року і від концерну «Сіменс», всі задачі в галузі вибухозахищених комутаційних апаратів, двигунів та іскробезпечних мікропроцесорних систем управління для гірничої промисловості.
Виготовляє компоненти гірничої електротехніки, комутаційні апарати у вибухонепроникному виконанні (компактні станції), компактні високовольтні станції, іскробезпечні системи управління, шахтні двигуни с повітряним і водяним охолодженням, вибухозахищені перетворювачі частоти — спеціальні прилади гірничої електротехніки.
Адреса: BARTEC Sicherheits-Schaltanlagen GmbH, Holzener Strasse 35-37, Menden, Germany. (вул. Гольценер, 35-37, Менден, Німеччина).